# Samostan Kristusa Pantepoptesa
Mošeja Eski Imaret (turško Eski Imaret Camii) je nekdanja bizantinska cerkev, ki so jo Osmani spremenili v mošejo. Cerkev je tradicionalno opredeljena kot cerkev samostana Kristusa Pantepopta (grško Μονή του Χριστού Παντεπόπτη, dob. 'Kristus, ki vidi vse'). To je edina dokumentirana cerkev iz 11. stoletja v Carigradu, ki je ohranjena nedotaknjena in predstavlja ključni spomenik srednjebizantinske arhitekture. Kljub temu ostaja med najmanj raziskanimi stavbami v mestu.

## Lokacija
Stavba leži v Carigradu v okrožju Fatih v soseski Zeyrek, enem najrevnejših predelov v starem obzidanem mestu. Stoji manj kot en kilometer severozahodno od še bolj impresivnega samostana Pantokratorja (danes mošeja Zeyrek).

## Identifikacija
Patriarh Konstancij I. (1830–1834) je mošejo Eski Imaret identificiral kot staro cerkev Pantepoptes. Čeprav je bila ta identifikacija splošno sprejeta, je Ciril Mango trdil, da njena lokacija ne omogoča popolnega pregleda Zlatega roga, in je namesto tega predlagal lokacijo, ki jo trenutno zaseda mošeja Yavuz Sultan Selim. Austay-Effenberger in Effenberger sta se strinjala z Mangom in trdila, da bi to morda dejansko bila cerkev sv. Konstantina, ki jo je ustanovila cesarica Teofano v zgodnjem 10. stoletju in poudarila njeno podobnost s sočasnim samostanom Lips.

## Zgodovina
Nekoliko pred letom 1087 je Ana Dalasena, mati bizantinskega cesarja Alekseja I. Komnena, zgradila samostan, posvečen Kristusu Pantepoptesu, na vrhu četrtega od sedmih carigrajskih gričev, kamor se je po cesarski navadi upokojila ob koncu svojega življenja. Samostan je vključeval cerkev, prav tako posvečeno Pantepoptu.
12. aprila 1204 je med obleganjem Konstantinopla cesar Aleksej V. Dukas Mourtzouphlos ustanovil svoj štab v bližini samostana. S tega razglednega mesta je lahko opazoval beneško floto pod poveljstvom doža Enrica Dandola, ki se je razporedila med samostanom Euergetes (danes mošeja Gül) in cerkvijo sv. Marije Blahernske, preden je napadel mesto. Po uspešnem napadu je pobegnil in na mestu zapustil svoj škrlatni šotor, tako da je Baldvin Flandrijski lahko preživel svojo zmagovalno noč v njem. Kompleks so oplenili križarji, nato pa so ga dodelili benediktincem iz San Giorgio Maggiore v Benetkah. Med latinsko okupacijo Konstantinopla (1204–1261) je stavba postala rimskokatoliška cerkev.
Takoj po osmanski osvojitvi Konstantinopla leta 1453 je cerkev postala mošeja, samostanske stavbe pa so bile uporabljene kot zaviye, medresa in imaret (kuhinja) za bližnjo Fatihovo mošejo, ki je bila takrat v izgradnji. Turško ime za mošejo (dob. Mošeja stare jušne kuhinje) spominja na njeno vlogo.
Kompleks so večkrat opustošili požari, zadnje sledi samostana pa so izginile pred približno stoletjem. Do leta 1970 je bila stavba uporabljena kot šola Korana, zaradi česar je bila večinoma nedostopna za študij arhitekture. Leta 1970 je bila mošeja delno zaprta in obnovljena s strani turškega arhitekta Fikreta Çuhadaroğluja.

## Obnova
Restavrirana je bila dvakrat: enkrat v 1970-ih po načrtih arhitekta Fikreta Çuhadarogluja; in ponovno med nedovoljeno obnovo v 1990-ih.
Njeno valovito strešno linijo, ki jo je v osmanskih časih zakrivala ravna streha, so leta 1970 obnovili.
Leta 2015 so se začela obnovitvena dela na mošeji Eski Imaret s pričakovanim datumom odprtja leta 2019, vendar so bila kasneje iz neznanega razloga ustavljena.
Od leta 2024 je mošeja Eski Imaret še vedno v obnovi.

## Arhitektura
Stavba stoji na pobočju, ki gleda na Zlati rog, in sloni na ploščadi, ki je strop cisterne. Z vseh strani je obzidana, kar omejuje razgled. Zidana je iz opeke in kamna v tehniki vgreznjene opeke; to je najstarejša obstoječa stavba v Konstantinoplu, v kateri je mogoče opaziti to tehniko, ki je značilna za srednjebizantinsko arhitekturo, Pri tej tehniki so izmenični nizi opek nameščeni na linijo zidu v malti. Debelina slojev malte je približno trikrat večja od debeline slojev opeke. Opečni strešniki na strehi so edinstveni med carigrajskimi cerkvami in mošejami, ki so sicer prekrite s svincem.
Tloris pripada tipu grškega križa (ali kvinkunks) z osrednjo kupolo in štirimi obokanimi prečnimi kraki, svetiščem na vzhodu ter ezonarteksom in eksonarteksom na zahodu. Zdi se, da je to dodatek iz obdobja Paleologov, ki nadomešča starejši portik, in je razdeljen na tri traveje. Stranske so zaključene s križnimi oboki, sredinske s kupolo.
Edinstvena značilnost te stavbe je galerija v obliki črke U, ki poteka nad narteksom in dvema zahodnima trakoma kvinkunksa. Galerija ima okna, ki se odpirajo tako proti naosu kot proti kraku. Možno je, da je bila galerija zgrajena za zasebno uporabo cesarice-matere.
Kot v mnogih ohranjenih bizantinskih cerkvah v Carigradu so bili štirje stebri, ki so podpirali križišče, zamenjani s slopi, stebrišča na obeh koncih prečk pa so bila zapolnjena. Stebri delijo ladjo na tri dele. Stranski ladji vodita proti vzhodu v majhne deteljičaste kapele, povezane s svetiščem in se na vzhodu, tako kot svetišče, zaključujejo z apsido. Te kapele so protezis in diakonikon. Osmani so obnovili apside in dodali minaret, ki je bil izgubljen.
Kupola, ki je v osmanskem obdobju dobila čeladasto obliko, je ob obnovi leta 1970 povrnila prvotno nazobčano strešno linijo. To je značilno za cerkve iz makedonskega obdobja. Tudi šotorasto kritino galerije so zamenjali s strešniki, ki sledijo krivuljam oboka.
Zunanjost ima občasne okrasne motive, kot so sončni žarki, meandri, vzorci košatih valov in cloisonne: slednji motiv je tipičen za grško arhitekturo tega obdobja, vendar drugje v Konstantinoplu ni znan. Od prvotne notranjosti ni ostalo nič, razen nekaj marmornih okraskov, karnis in okvirjev vrat.

## Galerija
- Fasada
- Pogled na stranico
- Zunanja dekoracija mošeje
- pogled iz prvega nadstropja
- Hodnik
- Steber